# Malattia di Austin
La malattia di Austin o mucosolfatidosi o malattia da deficienza multipla di solfatasi è una rara malattia genetica dovuta ad un deficit multiplo di solfatasi. Questa patologia appartiene al gruppo delle malattie da accumulo lisosomiale.
La malattia è molto rara ed ha una trasmissione autosomica recessiva, con un'incidenza stimata inferiore a 1/1 000 000 nati. Essa è dovuta ad un deficit di molti enzimi della famiglia delle solfatasi; clinicamente si presenta in modo simile alle mucopolisaccaridosi MPSs.

## Clinica
La malattia è fatale, e si presenta con danni neurologici e ritardo grave.
Gli enzimi che sono geneticamente carenti sono le solfatasi responsabili del metabolismo e del riciclaggio della totalità dei solfati dei mucopolissaccaridi contenenti zuccheri e lipidi all'interno del lisosoma.
L'accumulo patologico dei lipidi e dei mucopolisaccaridi non metabolizzati all'interno dei lisosomi determina i sintomi della malattia. Nel mondo a tutto oggi sono stati segnalati solamente 40 casi di malattia di Austin dovuti a questa carenza plurima di sulfatasi.
I sintomi di questa grave malattia comunemente compaiono fra uno e due anni di età. I sintomi includono moderate manifestazioni facciali, sordità, ittiosi, un ingrossamento del fegato e della milza (epatosplenomegalia).
Clinicamente la malattia associa i segni della leucodistrofia metacromatica (deficit di arilsulfatasi A), delle mucopolisaccaridosi (nelle MPS i tipi 2, 3A, 3D e 4 sono dovuti a deficit di sulfatasi) e dell'ittiosi legata all'X (da deficit di steroido-sulfatasi).
Inoltre, si verificano anomalie dello scheletro, come una curvatura delle ossa della colonna vertebrale. La pelle delle persone affette da questo disturbo, è in genere molto secca. I bambini affetti da questo disturbo si sviluppano più lentamente del normale e possono manifestare ritardi ad iniziare a parlare e nella capacità di camminare.

## Diagnosi
La diagnosi si effettua valutando l'analisi dell'attività enzimatica delle varie sulfatasi nei leucociti.

## Terapia
La terapia causale è sconosciuta, esistono solo trattamenti sintomatici.